# 武汉华夏理工学院
武汉华夏理工学院，原名武汉理工大学华夏学院，成立于2003年，由武汉理工大学与武汉人福高科技产业股份有限公司合作举办。学校位于湖北省武汉东湖新技术开发区关山大道589号。拥有34个专业，专业方向包括汽车（新能源汽车）产业、化工与制药产业、电子信息产业等重点产业。2016年经教育部批准改名为武汉华夏理工学院。